# IC 2855
IC 2855 је галаксија у сазвјежђу Лав која се налази на листи објеката дубоког неба у Индекс каталогу.
Деклинација објекта је + 9° 41' 16" а ректасцензија 11h 28m 24,9s. Привидна величина (магнитуда) објекта IC 2855 износи 16,2 а фотографска магнитуда 17,0.